# خانه آذرپور
خانه آذرپور (یقینی) مربوط به دوره قاجار - دوره پهلوی است و در محله دردشت شهر اصفهان، خیابان ابن سینا، کوچه ارشاد، بن‌بست اول، سمت چپ واقع شده و این اثر در تاریخ ۲۰ اسفند ۱۳۸۵ با شمارهٔ ثبت ۱۸۱۱۲ به‌عنوان یکی از آثار ملی ایران به ثبت رسیده است.